# Rok Flander
Rok Flander (Kranj, 26 de junio de 1979) es un deportista esloveno que compitió en snowboard, especialista en las pruebas de eslalon paralelo.
Ganó dos medallas en el Campeonato Mundial de Snowboard de 2007, oro en el eslalon gigante paralelo y bronce en el eslalon paralelo.
Participó en tres Juegos Olímpicos de Invierno, en el eslalon gigante paralelo, ocupando el séptimo lugar en Turín 2006, el octavo en Vancouver 2010 y el sexto en Sochi 2014.

## Medallero internacional
| Campeonato Mundial | Campeonato Mundial | Campeonato Mundial | Campeonato Mundial       |
| Año                | Lugar              | Medalla            | Prueba                   |
| ------------------ | ------------------ | ------------------ | ------------------------ |
| 2007               | Arosa (Suiza)      | Medalla de oro     | Eslalon gigante paralelo |
| 2007               | Arosa (Suiza)      | Medalla de bronce  | Eslalon paralelo         |